# 彼得罗·隆巴尔迪
彼得罗·隆巴尔迪（義大利語：Pietro Lombardi，1922年6月4日—2011年10月5日），意大利男子摔跤运动员。他曾代表意大利参加1948年和1952年夏季奥林匹克运动会摔跤比赛，获得一枚金牌。